# Walker Art Gallery

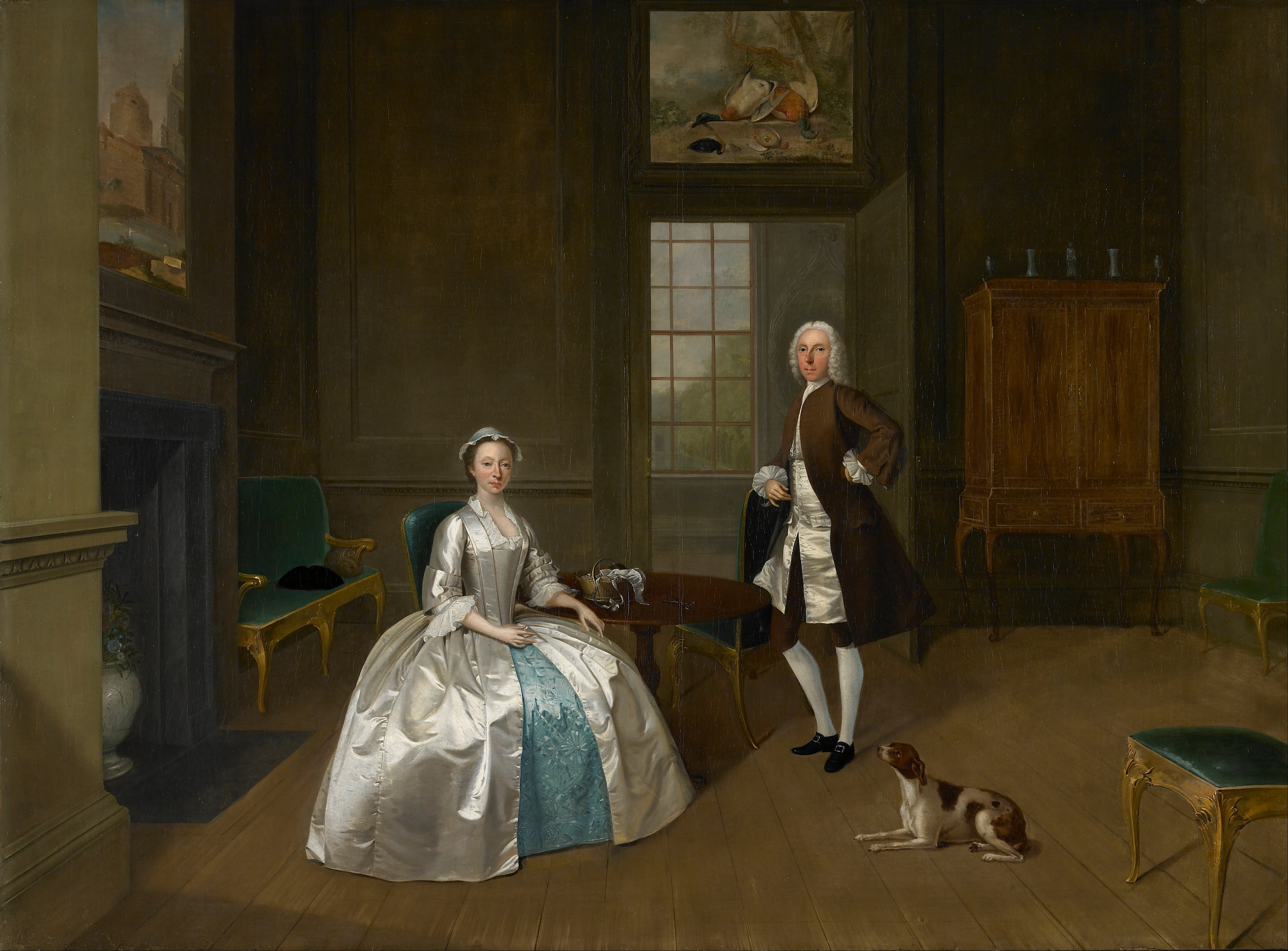
Arthur Devis - Mr i Mrs Atherton

La Walker Art Gallery és una galeria d'art de Liverpool, la qual hostatja una de les més extenses col·leccions d'art d'Anglaterra fora de Londres. Forma part del grup del National Museums Liverpool, i està promocionada com "la National Gallery del Nord" 
Està situada a William Brown Street de Liverpool. l'any 2012 va tenir 337.799 visitants
La Walker Art Gallery's collection data del 1819 quan la Liverpool Royal Institution adquirí 37 pintures de la col·lecció de William Roscoe, que era un banquer arruïnat.
La biblioteca i museu William Brown Library and Museum va ser inaugurada el 1860, sota el nom d'un ric mercader de Liverpool que la va finançar.
L'èxit de l'exposició va permetre que Library, Museum and Arts Committee comprés obres d'art entre 1871 i 1910. Les obres adquirides incloïen de WF Yeames, And when did you last see your father? i de Rossetti el seu Dante’s Dream’.
L'any 1986, aconseguí l'estatus de nacional, com a part del National Museums and Galleries on Merseyside.

Mestres antics
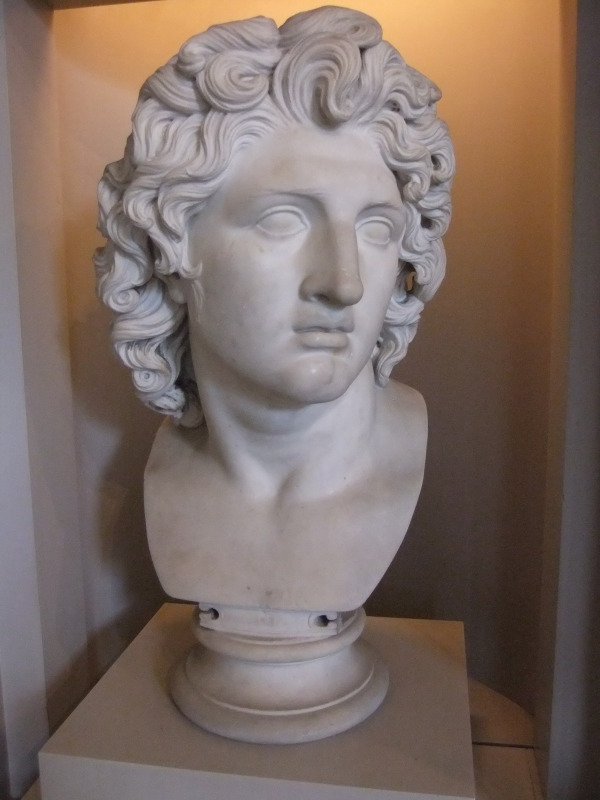
Bust d'Alexandre el Gran
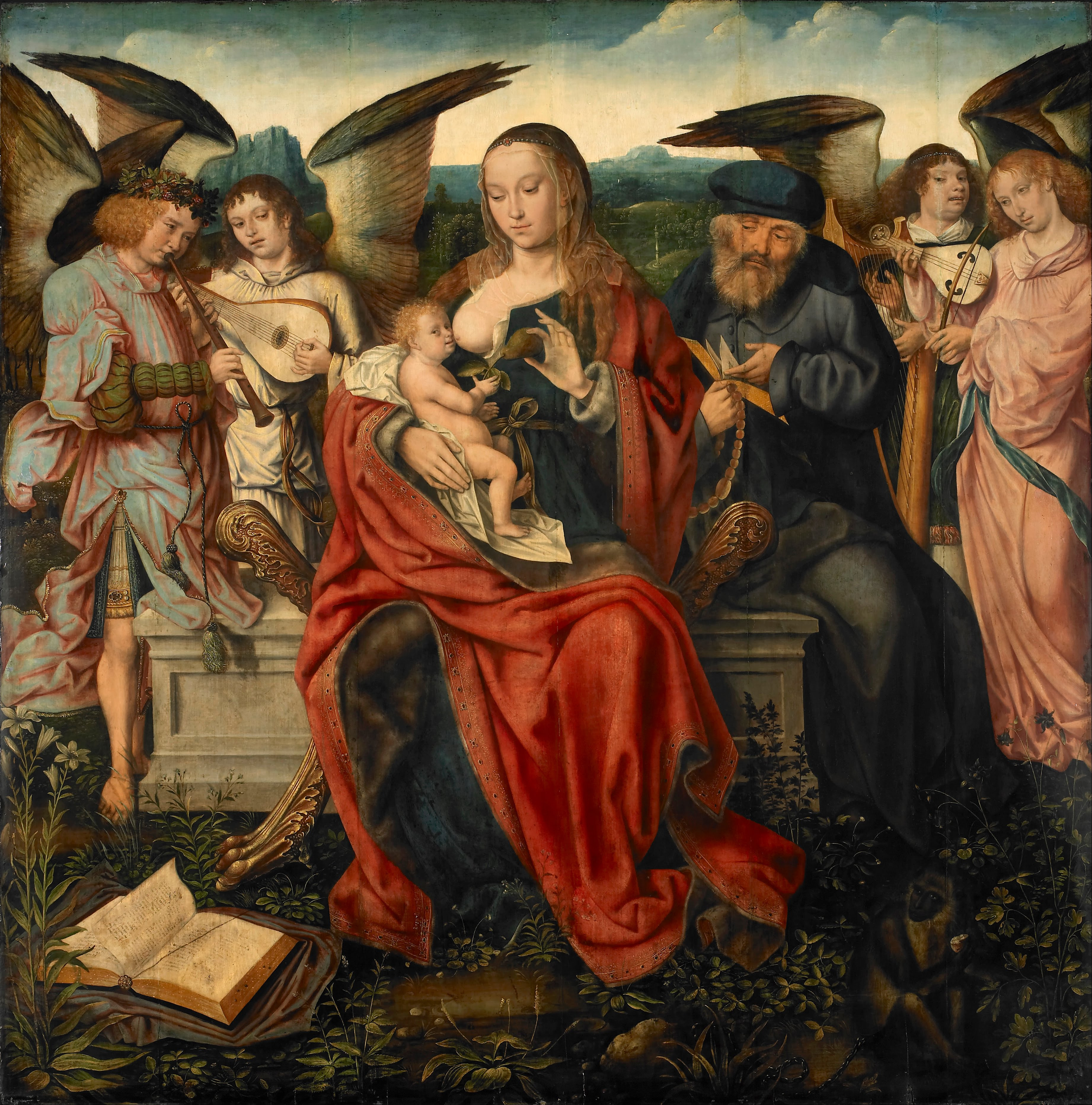
Sagrada Família amb Àngels Músics
Hans Holbein el Jove - Retrat de Henry VIII
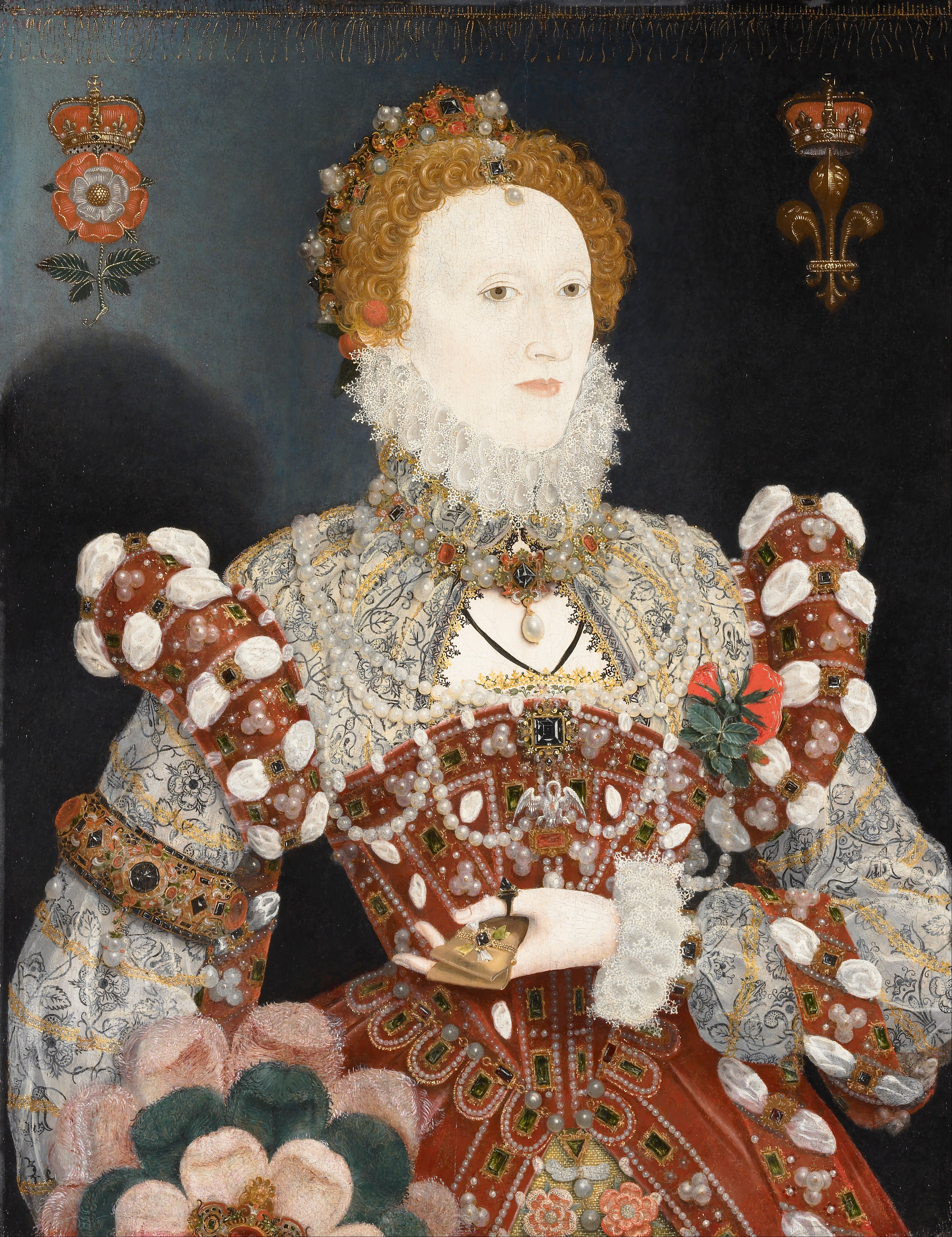
Nicholas Hilliard - Retrat de la Reina Elizabeth I
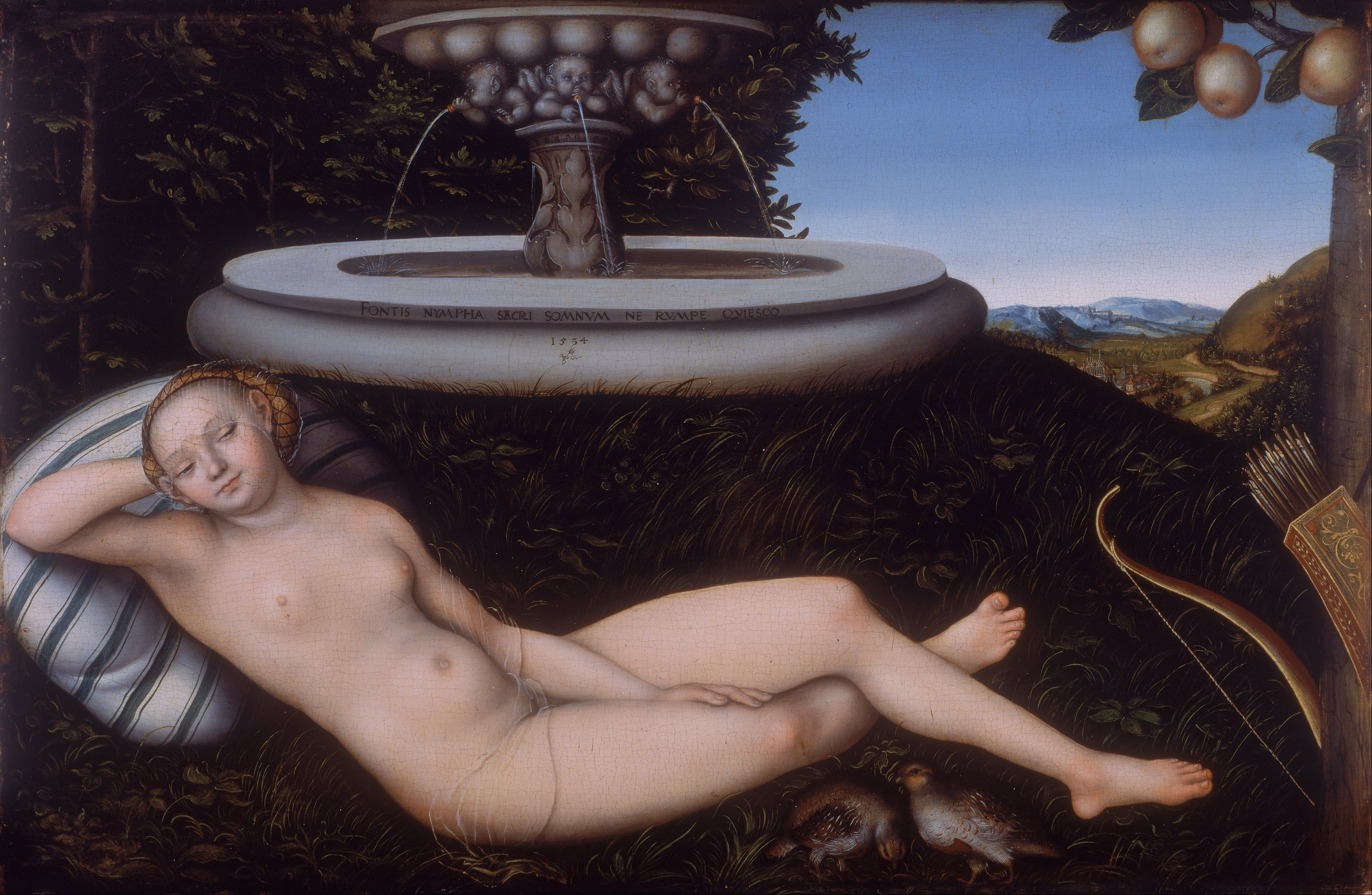
Lucas Cranach el Vell - La Nimfa i la Font
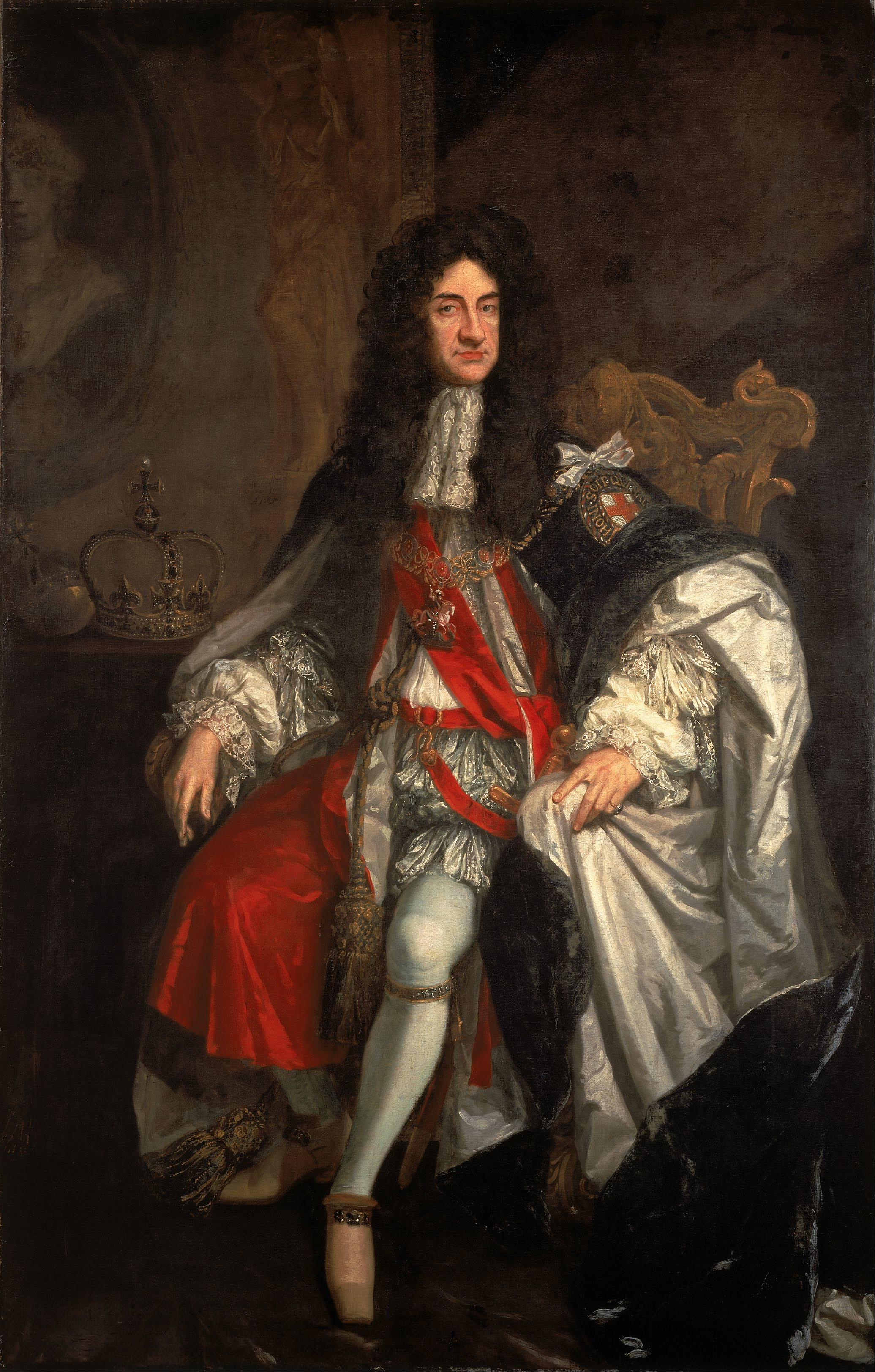
Godfrey Kneller - Rei Charles II
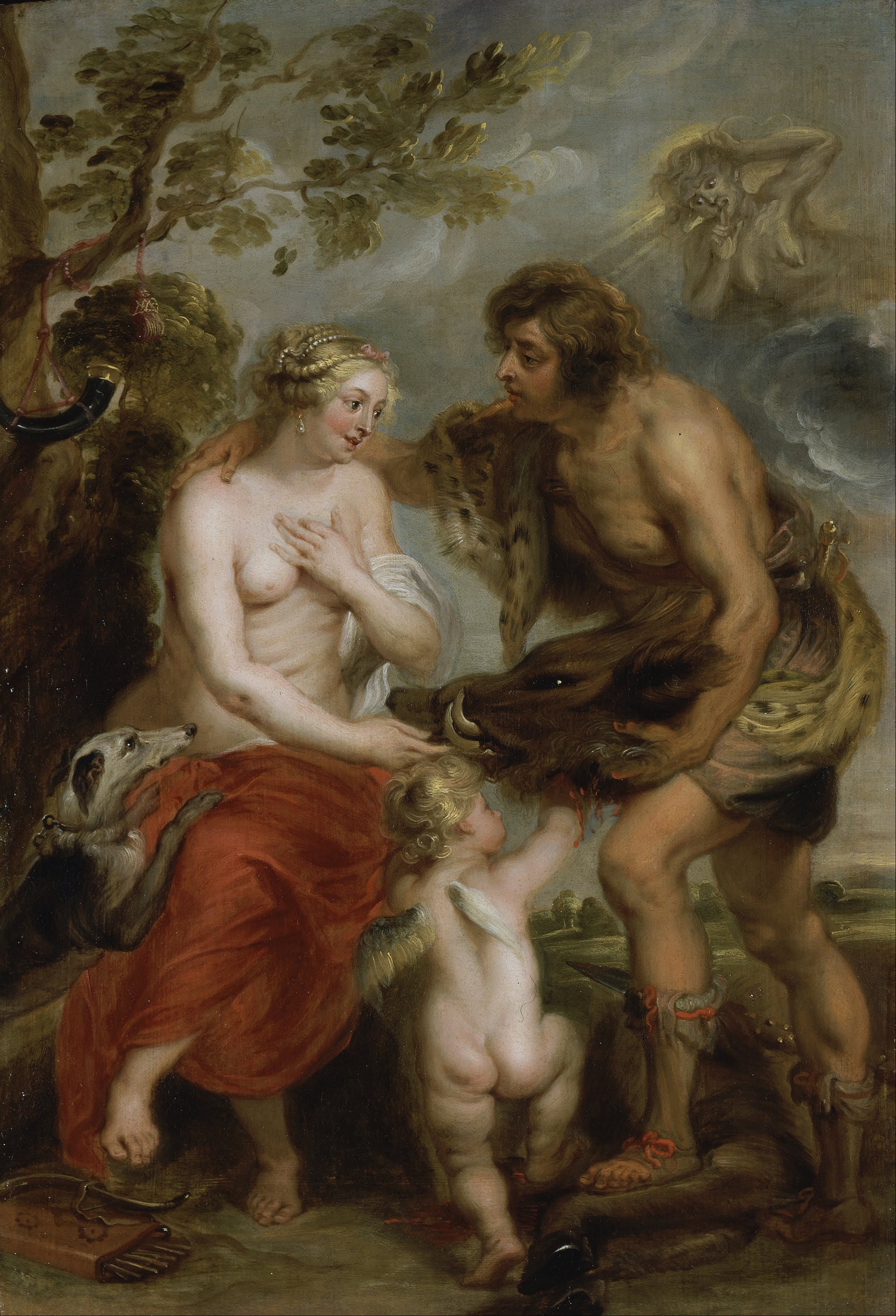
Peter Paul Rubens - Meleager i Atalanta

## Col·lecció
- Gallery
- Part de la Pre-Raphaelite Collection
- Galeria d'escultura
- Front del museu

Col·leccions
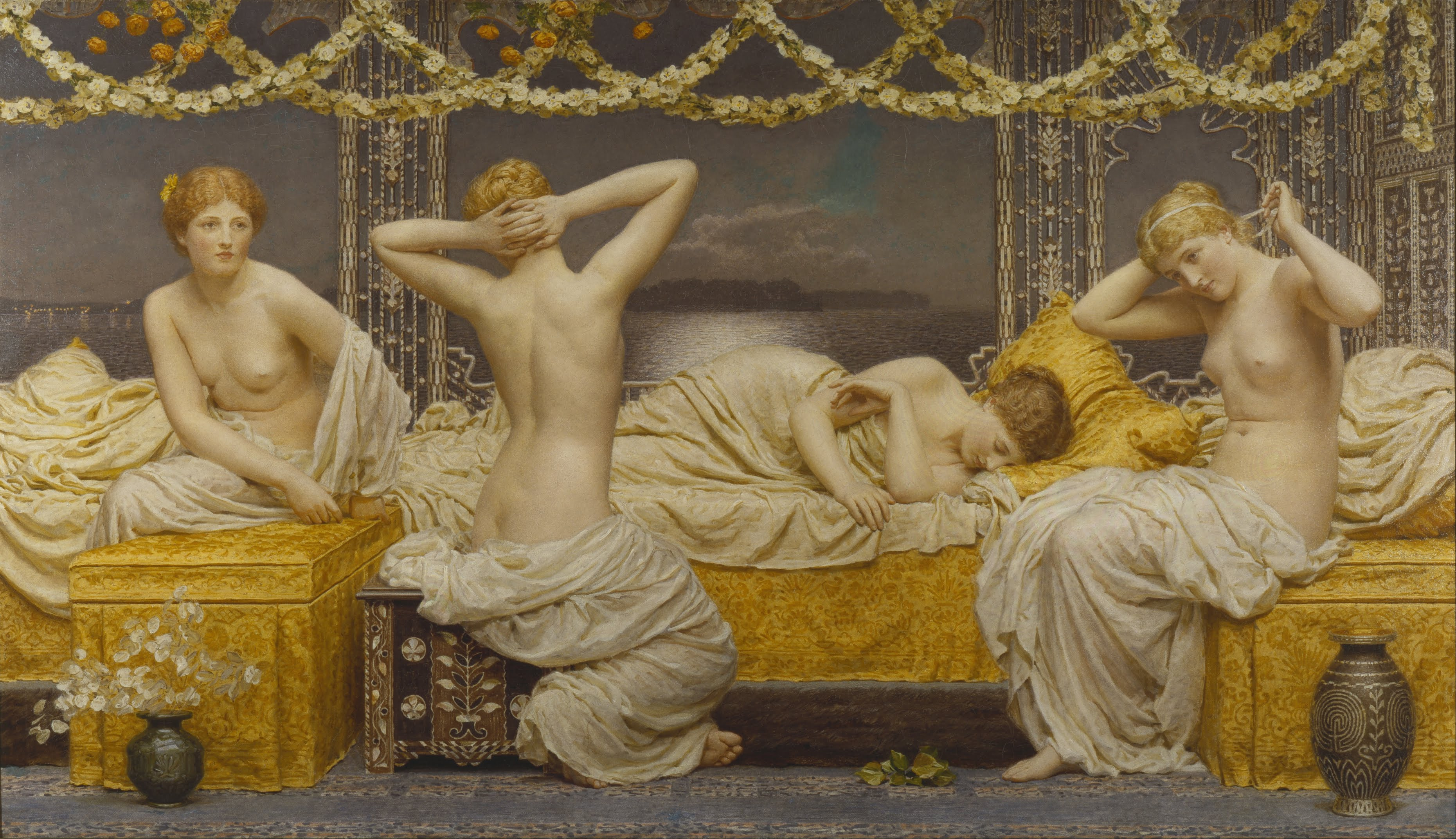
Albert Joseph Moore - un Somni d'Estiu
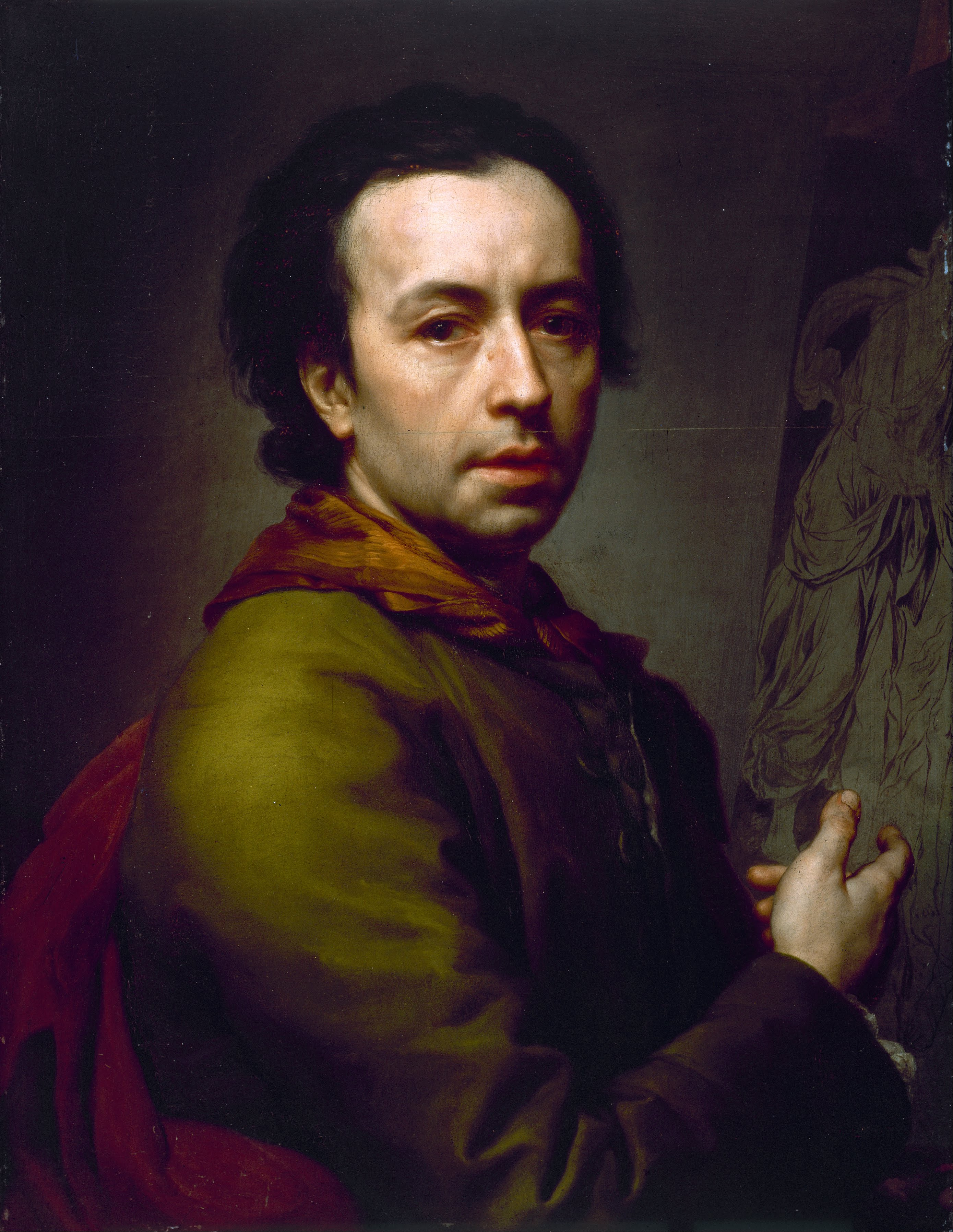
Anton Raphael Mengs - Autoretrat
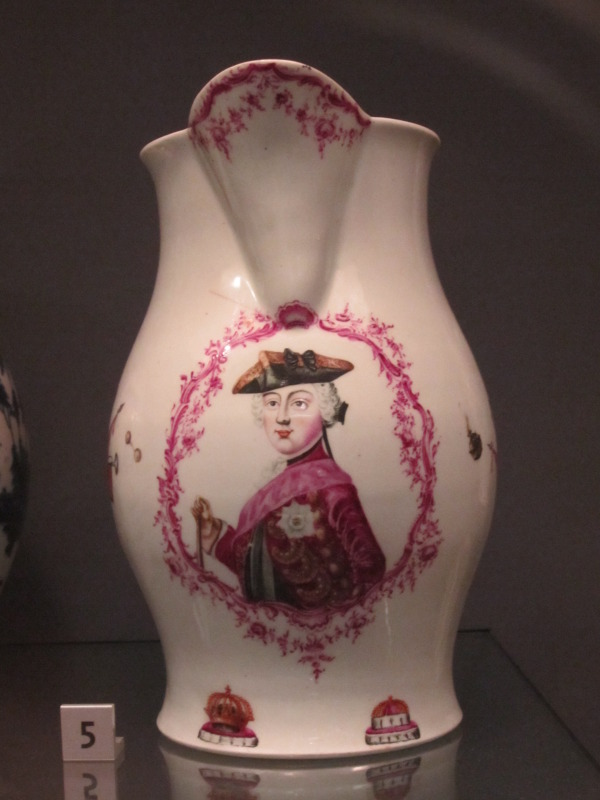
Porcellana de Frederic de Prúsia,
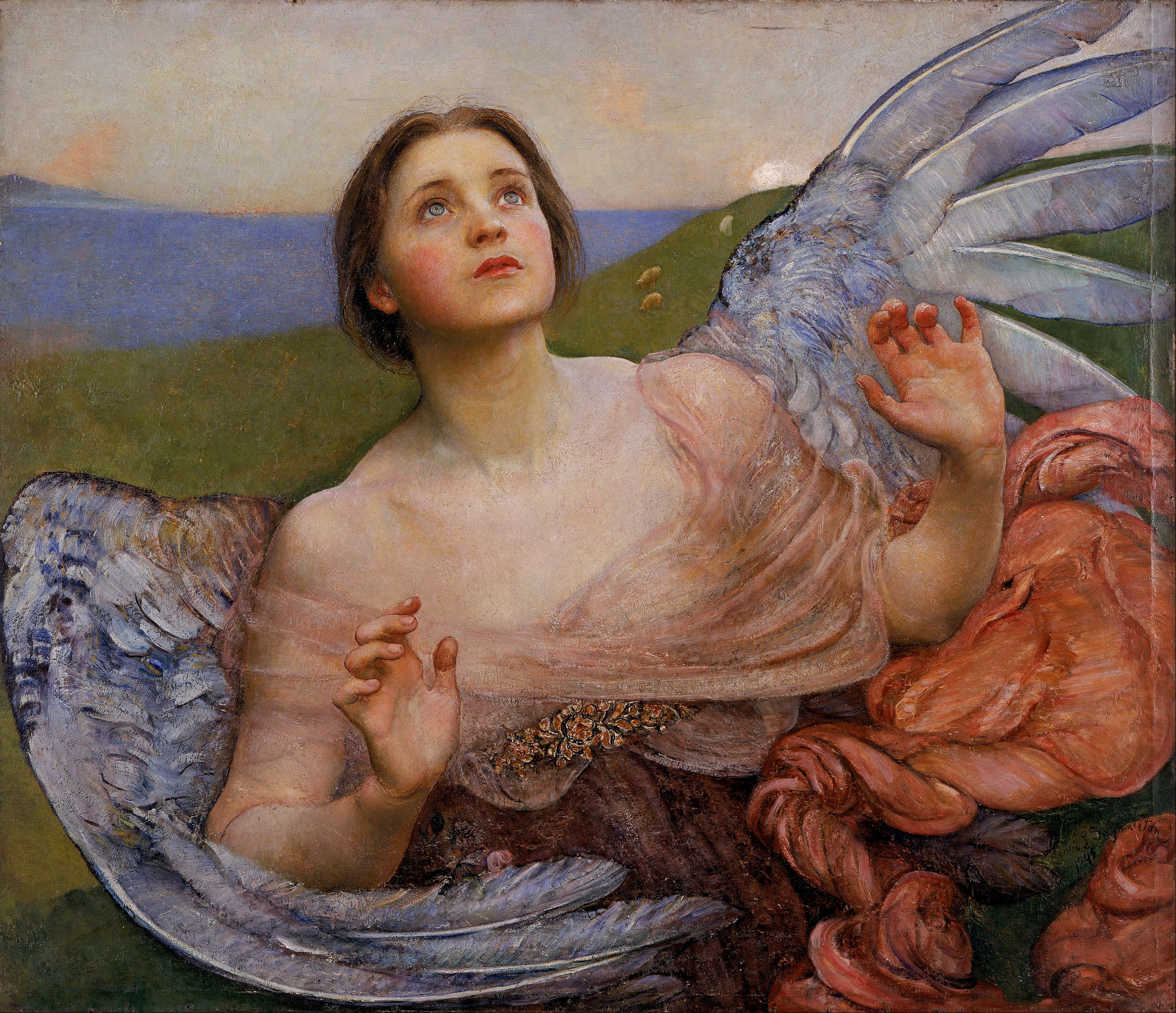
Annie Louisa Swynnerton  (nascuda Robinson) - The Sense of Sight
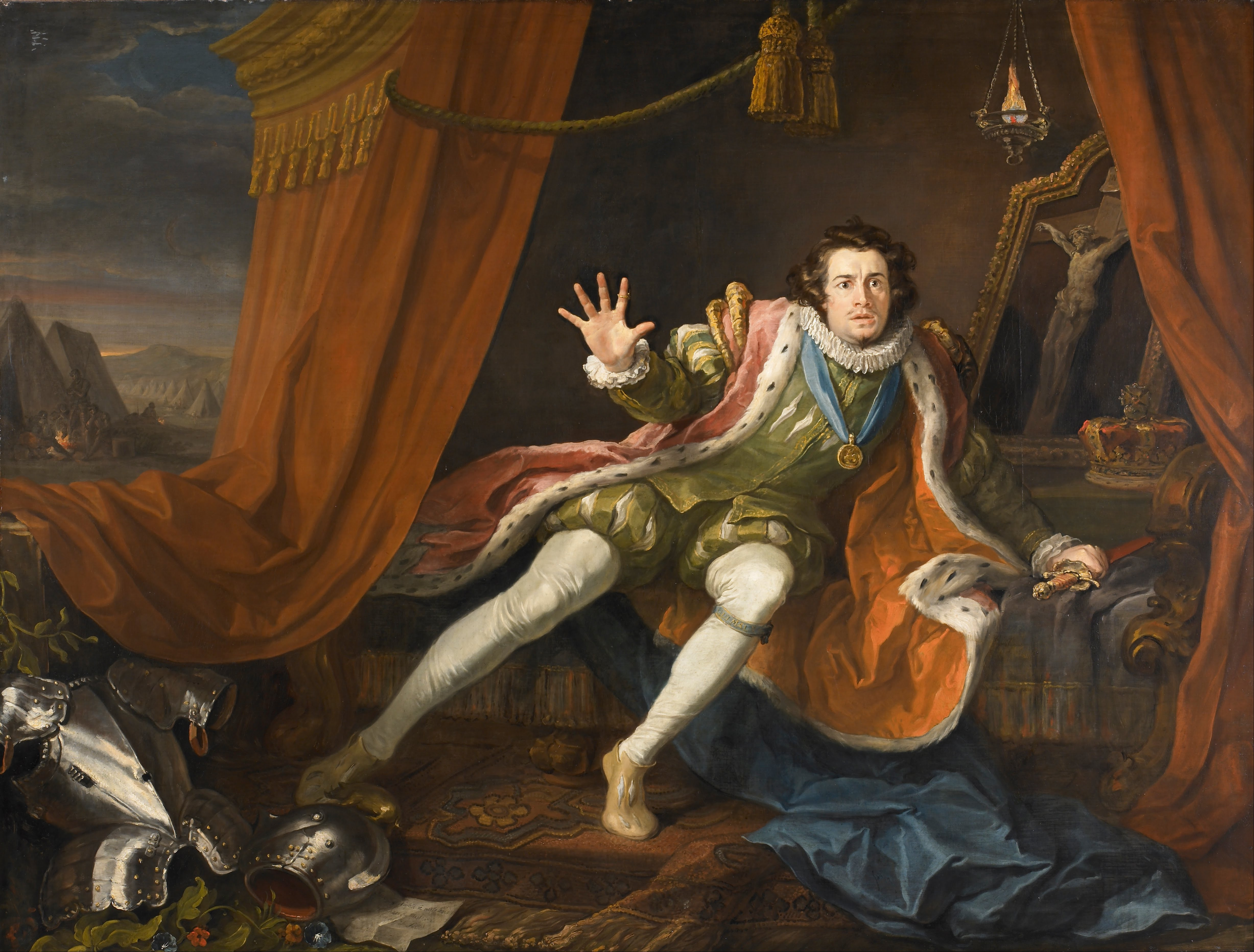
William Hogarth - David Garrick as Richard III
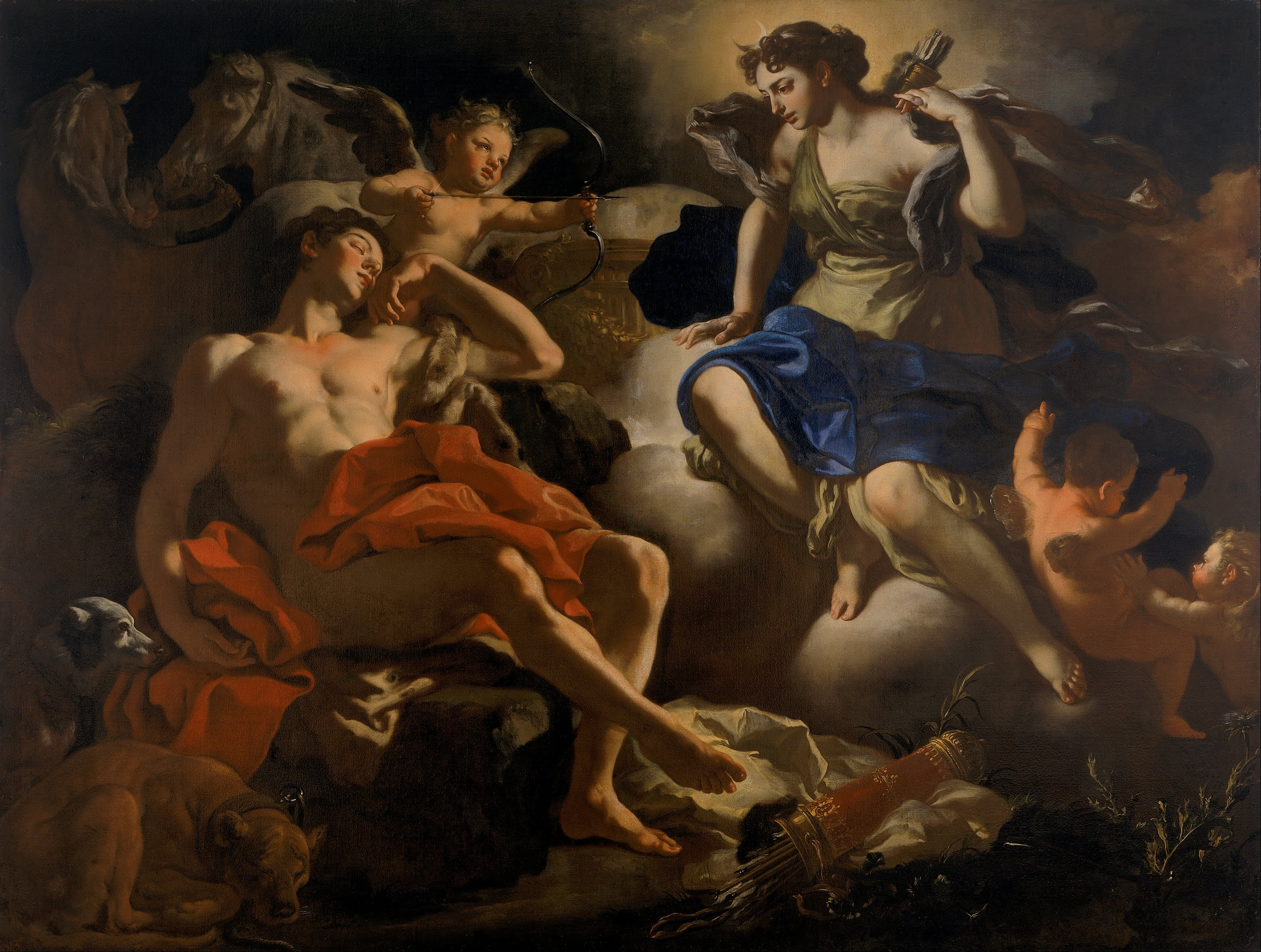
Francesco Solimena - Diana i Endymion
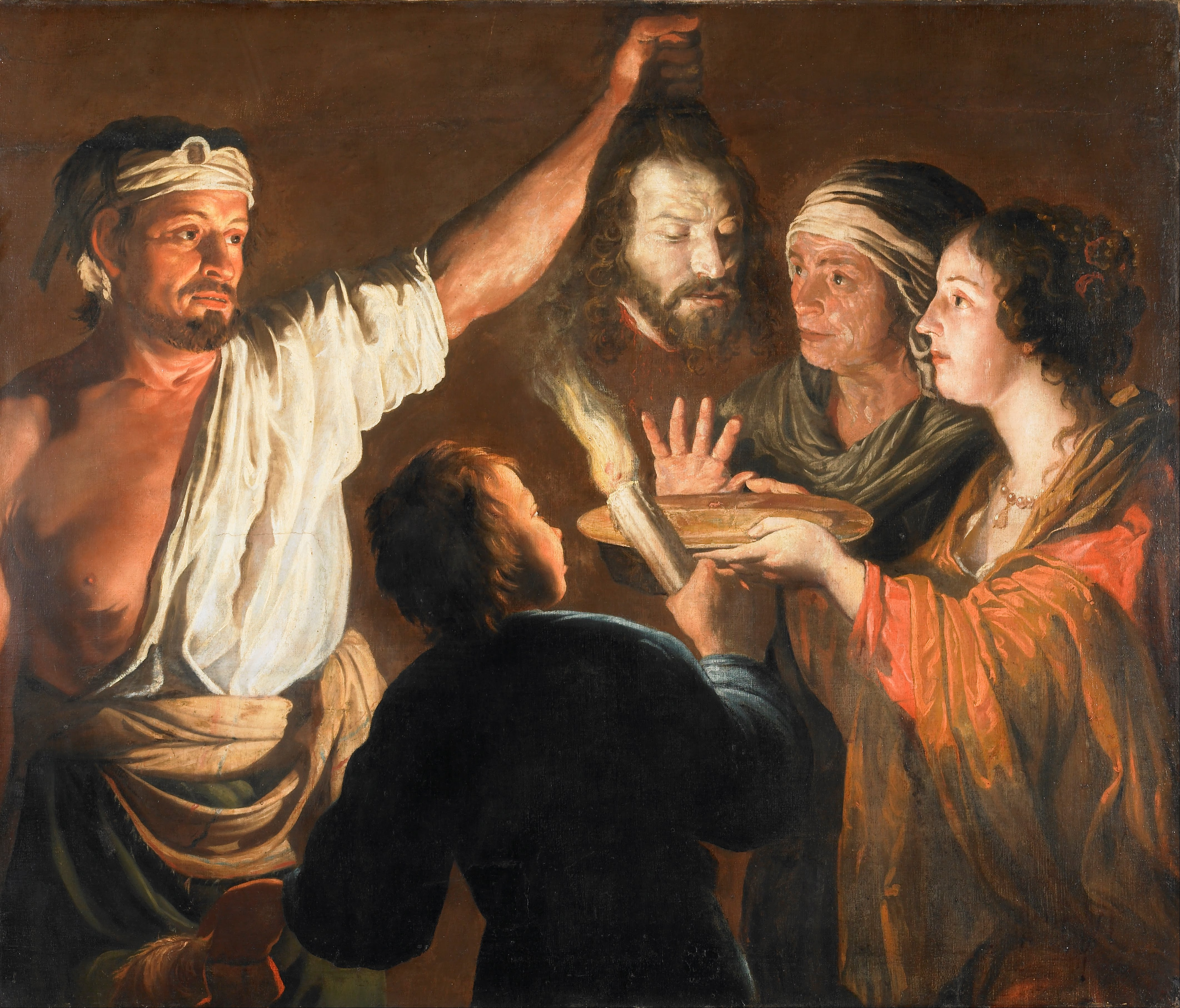
William Dobson - The Executioner with the Head of John the Baptist
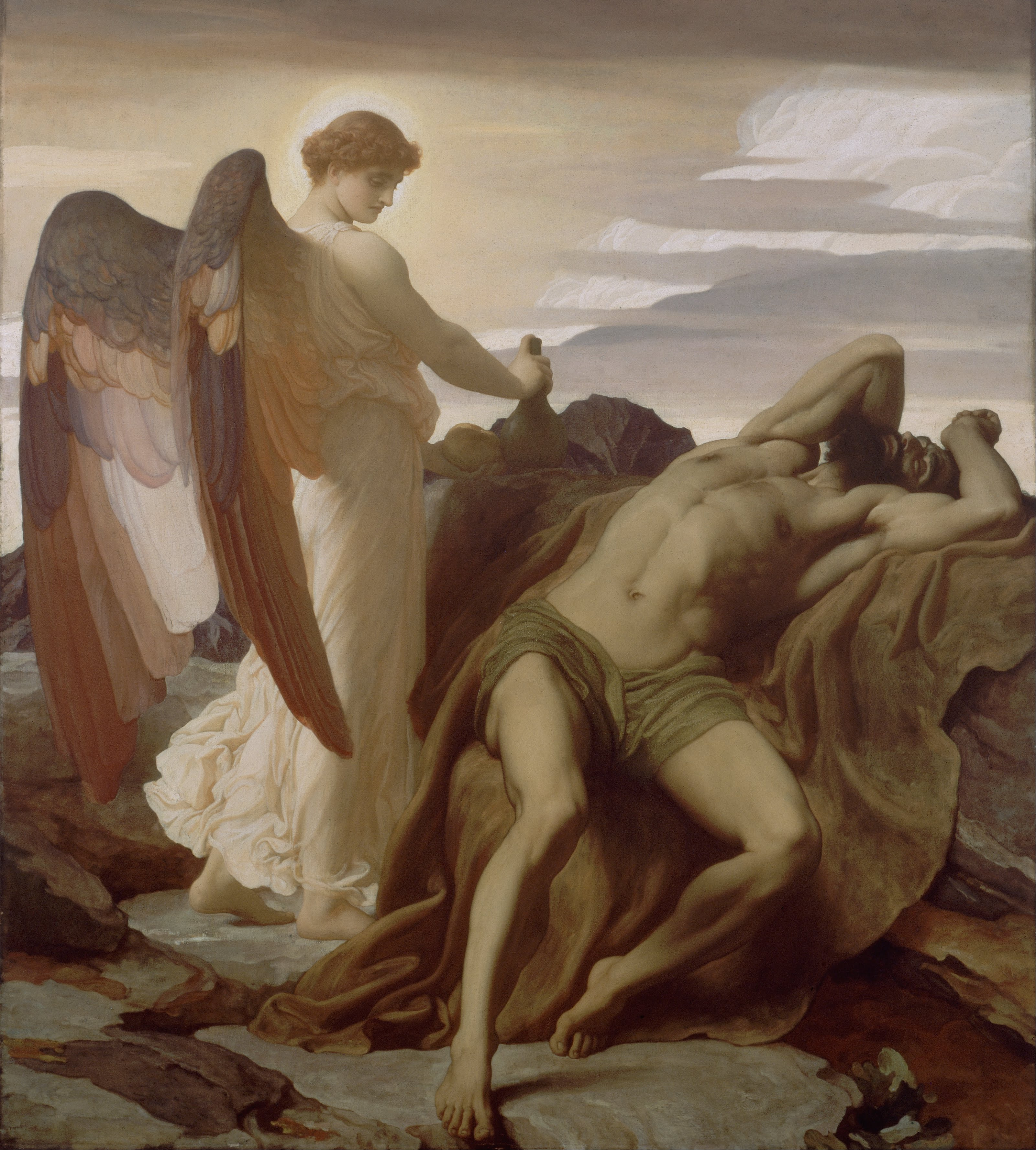
Lord Frederic Leighton - Elijah in the Wilderness
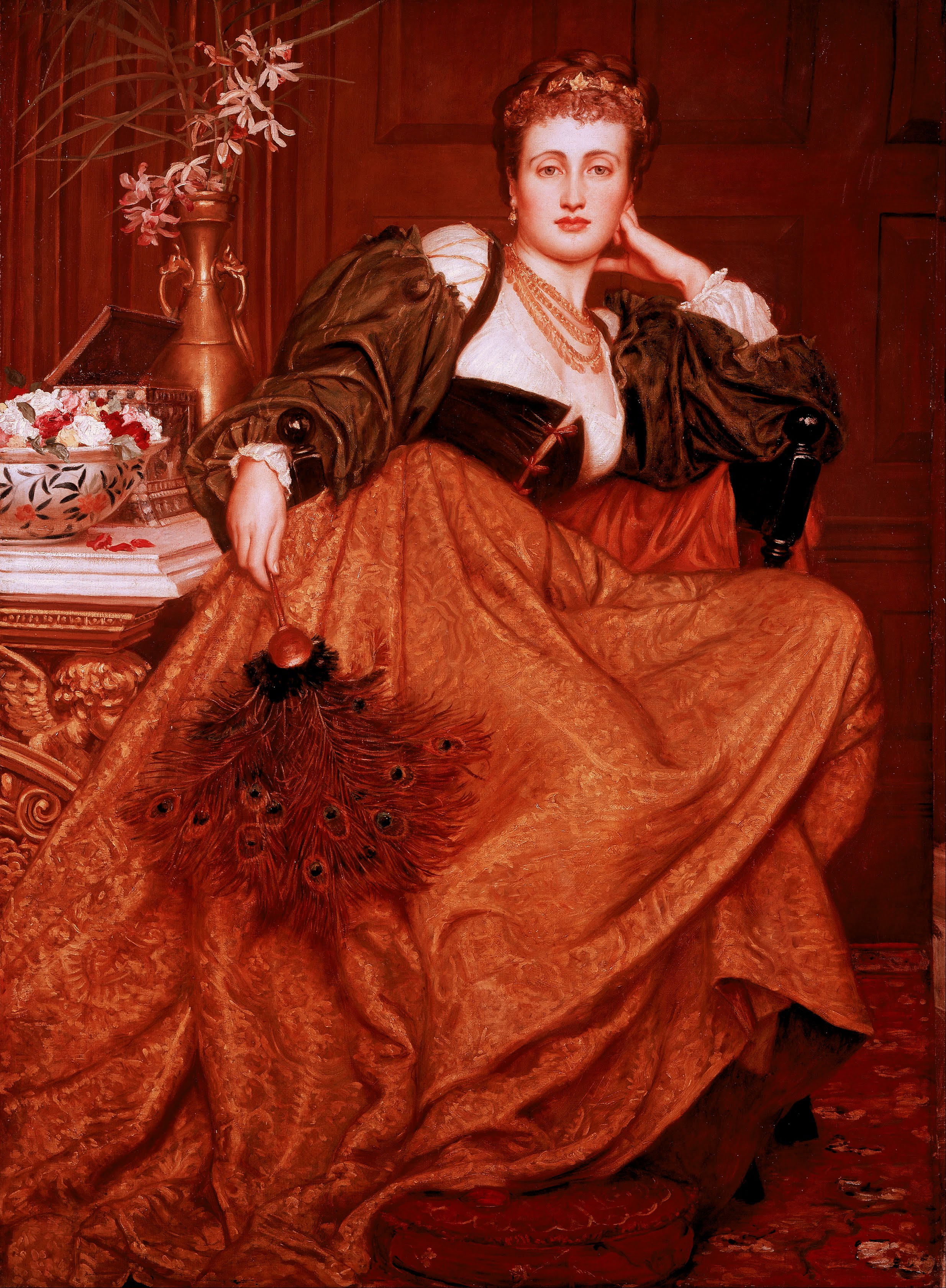
Valentine Cameron Prinsep - Leonora de Màntua
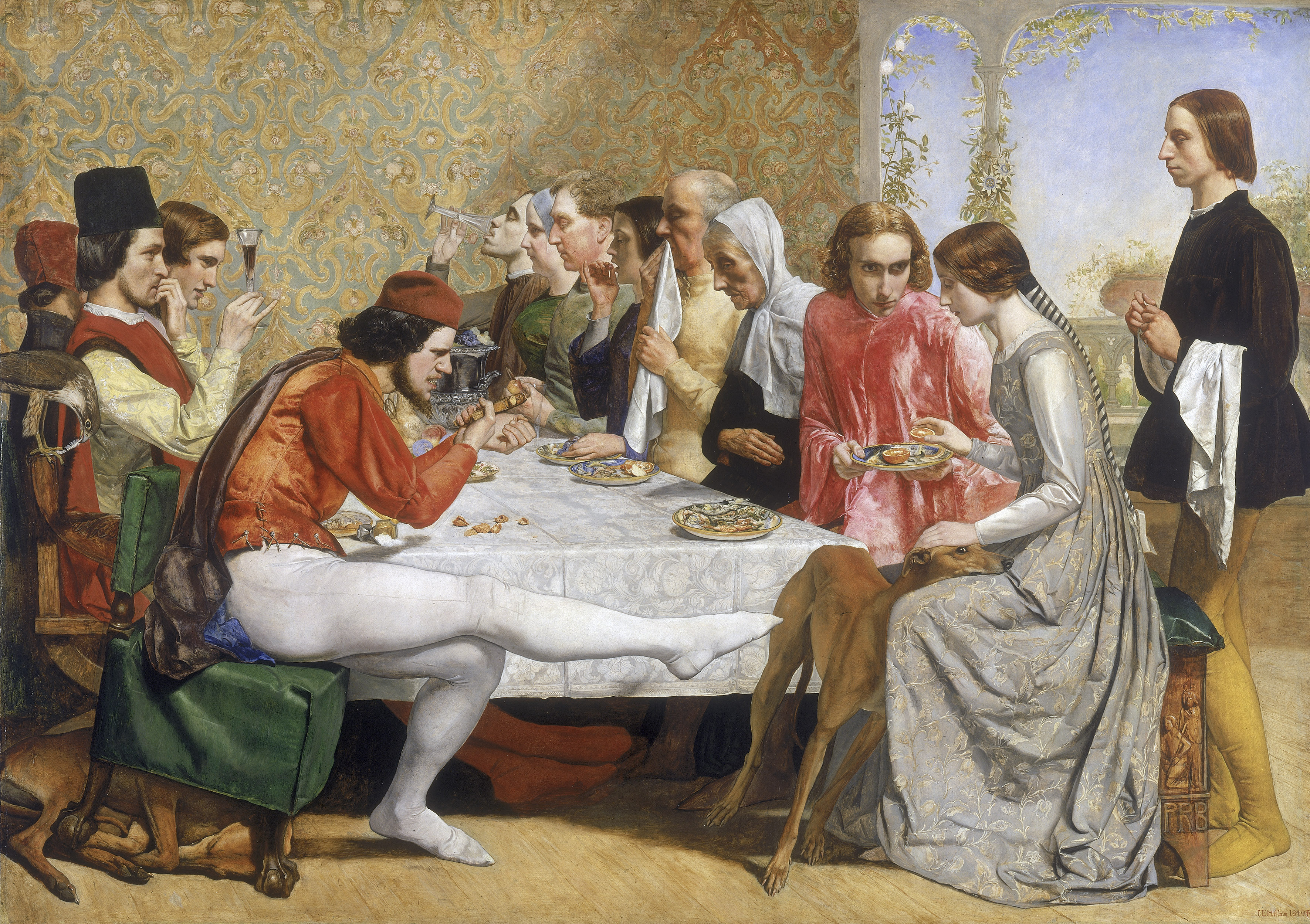
John Everett Millais - Isabella
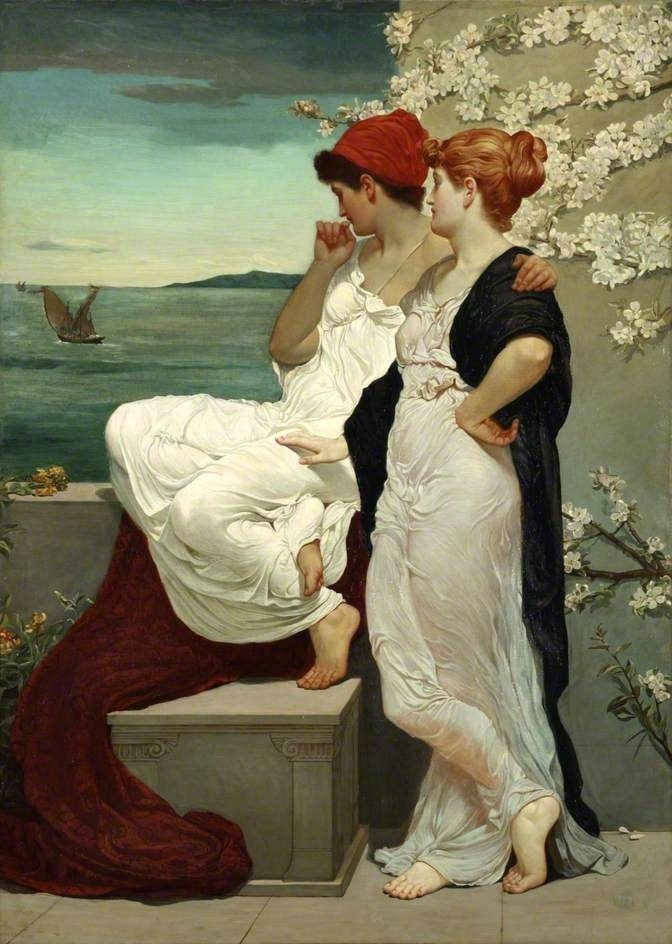
Robert Fowler - Women of Phoenicia
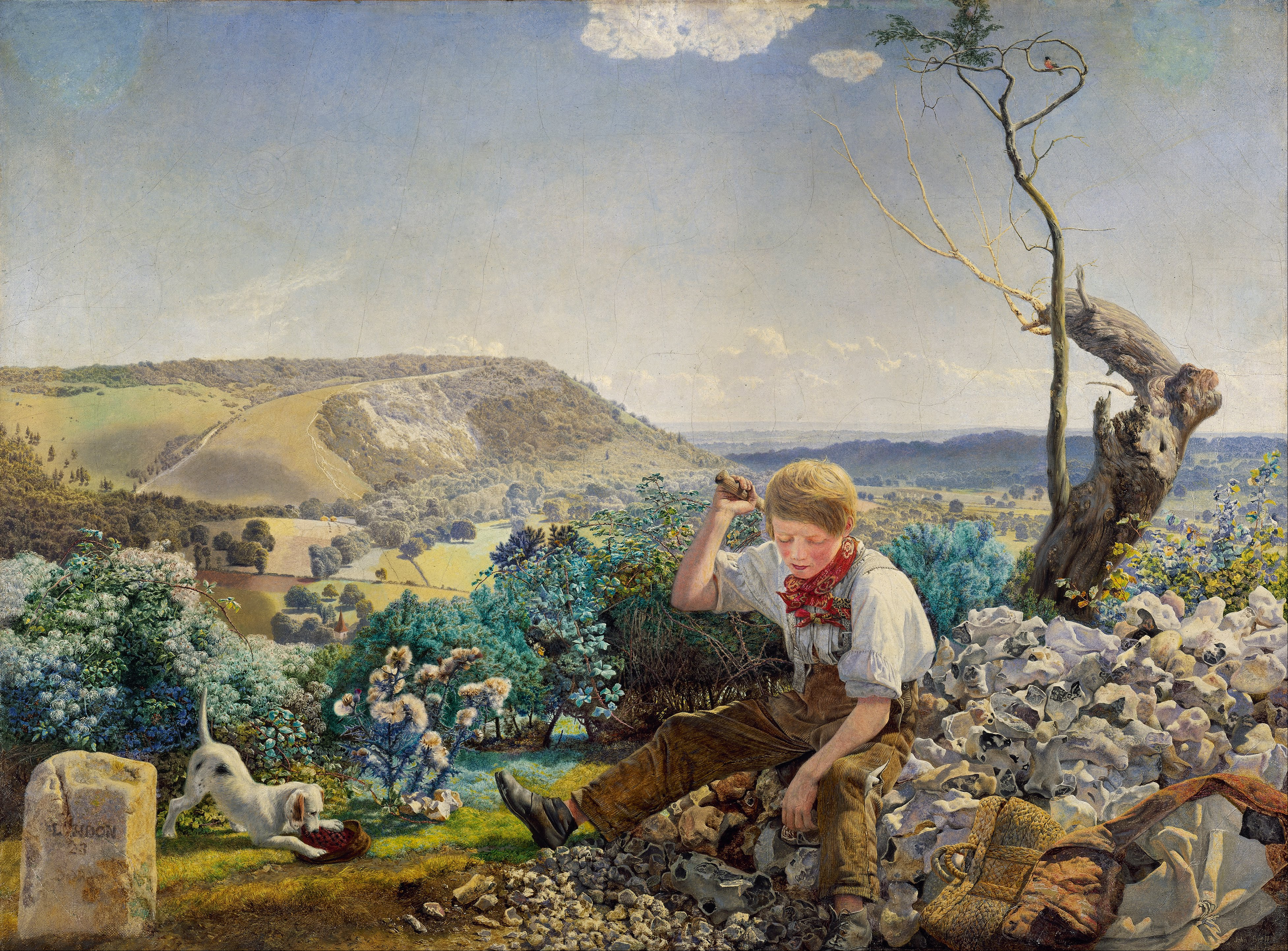
John Brett - The Stonebreaker
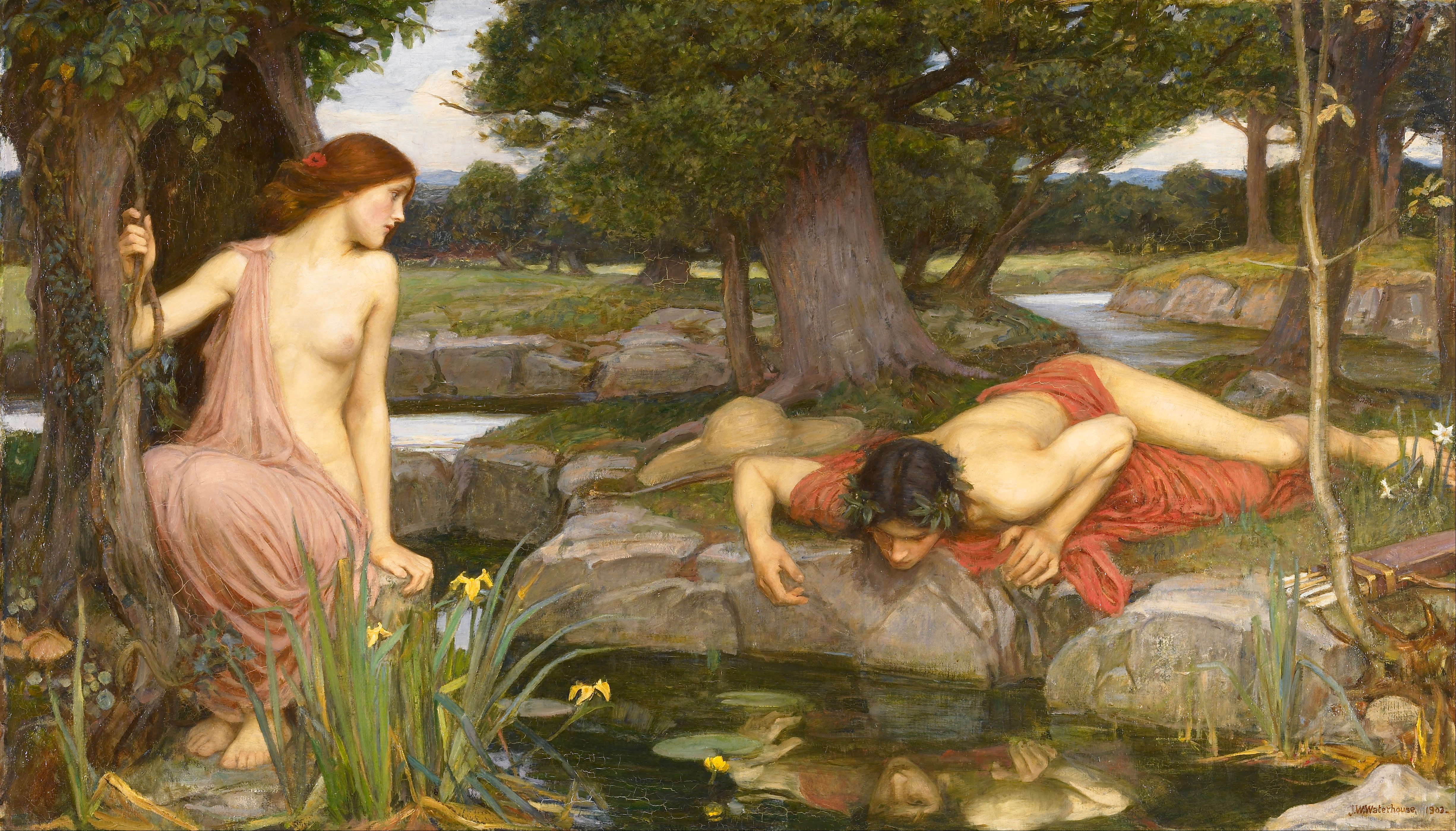
John William Waterhouse - Eco i Narcís
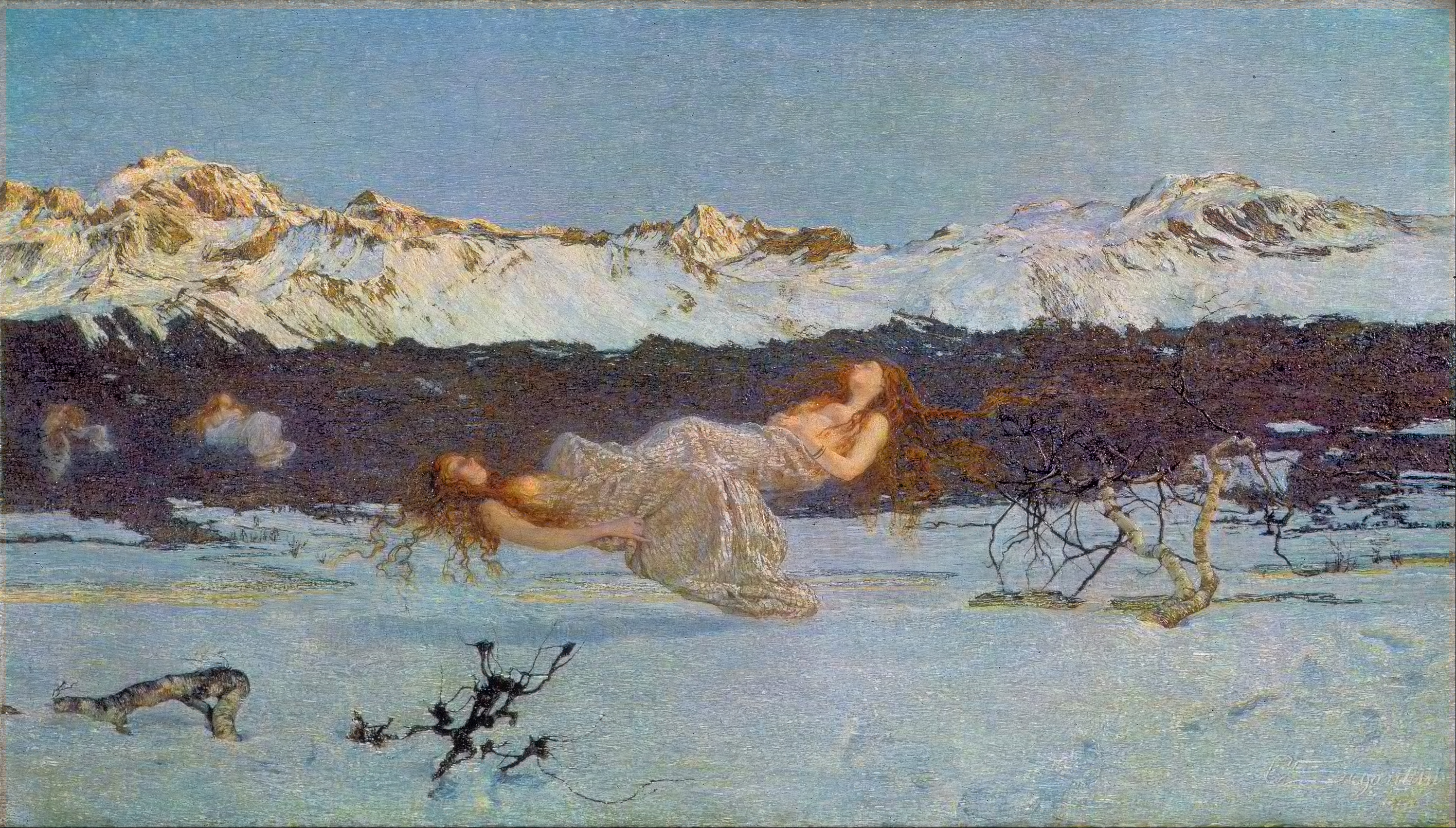
Giovanni Segantini - The Punishment of Lust